# Club Voleibol Melilla
El Club Voleibol Melilla, también conocido por cuestiones de patrocinio como Melilla Ciudad del deporte, es un equipo de voleibol de la ciudad autónoma de Melilla. Fue fundado en 2002. El equipo masculino milita en la Superliga Masculina española desde la temporada 2015/2016, mientras que el equipo femenino logró el ascenso a Superliga 2 en 2022, tras militar en Primera División Nacional Femenina desde 2019. Actualmente el club está presidido por Abdel-Ilak Mohamed y cuenta con el apoyo de la Consejería de Deportes de la Ciudad Autónoma de Melilla.

## Historia

### Ascenso a Superliga y clasificación a la Copa del Rey (2015 - 2016)
Después de lograr el ascenso a la máxima categoría del voleibol español, el conjunto melillense afrontaba su primera temporada en la Superliga, la 2015/2016. Para ello el equipo se reforzó con Vicente Monfort, Aitor Canca, Mario S. Gonçalves, Petrov (quien llegó a mediados de temporada de VP Madrid), Hugo Bravo y Basualdo.
Con este equipo hicieron una impecable primera vuelta logrando ocupar el tercer puesto al final de la jornada 11, consiguiendo clasificarse para la Copa del Rey de ese mismo año. En la fase final de la Copa, cayeron en cuartos de final contra Ushuaïa Ibiza Voley por un apretado 3-2 (25-23/21-25/28-30/25-22/13-15). Finalmente el equipo de Salim Abdelkader logró quedar en la sexta posición con 31 puntos en su casillero, logrando así reafirmar su participación un año más en la Superliga.

### Estabilidad nacional (2016 - 2020)
La temporada siguiente, la 2018/2019, la cuarta consecutiva en la élite del voleibol español, el equipo empieza la primera vuelta con malos resultados. Esto solo servirá para que el club y la ciudad se pongan manos a la obra para construir un equipo de garantías. Para ello anuncian la organización de la XLIII Copa del Rey en la Ciudad Autónoma. Tras un mal arranque de temporada, el propio David Sanchez Flor tras la jornada 6 del 17 de noviembre decide presentar su dimisión. El técnico gaditano fue sustituido hasta final de temporada por Salim Abdelkader. Con el entrenador local se remonta un poco la situación, pero no se consigue pasar de la zona media baja de la tabla. Ese mismo febrero, el equipo no tuvo un buen papel en la Copa del Rey y cayeron en la primera ronda de cuartos de final contra el UBE L'Illa Grau en el Pabellón Javier Imbroda, ante su público. Esta temporada acabaría 'in extremis' con la salvación en la última jornada ante Barça y, por lo tanto, el derecho a conservar la categoría un año más.
La siguiente temporada contaría con una renovación de la plantilla y manteniendo en la dirección técnica del equipo a Salim Abdelkader. A falta de dos jornadas por disputarse para cerrar la temporada regular y solo con dos victorias en toda la competición, el equipo ya estaba matemáticamente descendido. Fue la crisis producida por el COVID-19 la que propició que el equipo melillense se mantuviera en la Superliga un año más. La Real Federación Española de Voleibol tomó la decisión de mantener a los doce equipos que participaban en dicha competición y ascender a los dos primeros de cada grupo. Una decisión que sirvió para que Melilla continuara teniendo equipo en la máxima categoría durante un año más.

### Entre los grandes (2020 - Act.)
La permanencia en los despachos sirvió para que algo cambiara en el club. Tras la reestructuración de la plantilla, se hicieron varias incorporaciones con el objetivo de armar un equipo para no pasar por los malos tragos de las últimas temporadas. Jugadores como César López y José Osado procedentes del Voley Textil Santanderina, Federico Martina o Juan Martín Riganti llegados desde la liga argentina o Maximiliano Scarpin del Saint-Quentín Volley francés, revitalizaron una plantilla que iba a tener como última incorporación a un viejo conocido del club, Javier Monfort, quien había estado la última temporada en el Vecindario ACE Gran Canaria.
La primera vuelta fue sobre ruedas con victorias claves y resultados apretados como la derrota en el Pabellón de Son Moix contra Urbia Voley Palma que acabarían perdiendo en el tiebreak. El equipo había crecido mucho durante los primeros partidos y fruto de ello es la clasificación, por tercera vez en su historia, para disputar los cuartos de final de la Copa del Rey dos jornadas antes de que acabara el tramo inicial de la temporada. 
Una dinámica que se confirmaría al terminar sextos en la primera vuelta. En la fase final de la Copa del Rey disputada en Gran Canaria, Melilla Sport Capital perdió el partido de cuartos de final frente al Unicaja Costa de Almería en el tiebreak, en un disputado e igualado partido que dominó Melilla en su mayor parte y a punto estuvo de dar la sorpresa. Después de este golpe, el equipo siguió trabajando y mejorando. Fruto de ello fueron las victorias contra Urbia Voley Palma y Club Voleibol Teruel en el último tramo de la liga regular. Así, Melilla aseguró la quinta plaza y su presencia en los playoffs por el título por primera vez en su historia. 
En los cuartos de final se encontró con un aguerrido Urbia Voley Palma. En el primer partido que se disputó en Melilla el equipo consiguió una victoria contundente por 3-0 en el Javier Imbroda. Aunque fue en el segundo partido cuando ambos equipos exhibieron un voleibol magnífico en un partido trepidante. El equipo consiguió conquistar Son Moix con un 1-3 y alcanzar las semifinales de los Play Offs por el título por primera vez en su historia. Unas semifinales donde le esperaba el Club Voleibol Guaguas quienes no dejaron opción al equipo de Salim Abdelkader y terminaron ahí el mejor año de la historia del club hasta la fecha.

## Estadísticas históricas

### Entrenadores
| Entrenador         | País   | Años        |
| ------------------ | ------ | ----------- |
| Salim Abdelkader   | España | 2015 - 2017 |
| David Sánchez Flor | España | 2017 - 2018 |
| Salim Abdelkader   | España | 2018 - Act. |

| Temporada | Superliga Voleibol Masculina | Superliga Voleibol Masculina | Copa del Rey     | Competiciones europeas |
| Temporada | Liga Regular                 | Play Offs                    | Copa del Rey     | Competiciones europeas |
| --------- | ---------------------------- | ---------------------------- | ---------------- | ---------------------- |
| 2015/2016 | 6.º clasificado              | -                            | Cuartos de final | -                      |
| 2016/2017 | 10º Clasificado              | -                            | -                | -                      |
| 2017/2018 | 7º Clasificado               | -                            | -                | -                      |
| 2018/2019 | 10º Clasificado              | -                            | Cuartos de final | -                      |
| 2019/2020 | Suspendida por COVID         | -                            | -                | -                      |
| 2020/2021 | 5º Clasificado               | Semifinales                  | Cuartos de final | -                      |
| 2021/2022 | Campeones                    |                              | Campeones        |                        |

## Instalaciones deportivas

### Pabellón Javier Imbroda
El C.V. Melilla disputa sus partidos en el Javier Imbroda desde su fundación hasta la actualidad. El pabellón, que fue inaugurado en 1996, tiene una capacidad total para 3800 espectadores, lo que lo hace idóneo para la práctica del voleibol y para disputar los partidos en la Superliga. Además, también es empleado para llevar a cabo los entrenamientos del primer equipo.

## Equipación
Los colores del club son el azul y el blanco.
Desde la temporada 2016/2017 el club fue vestido por la marca de ropa de la Ciudad Autónoma de Melilla, Geepard. Ya desde la temporada 2020/2021, el club pasó a vestirse por la marca deportiva de Rasán. La segunda equipación ha sido históricamente amarilla y negra, pasando en la temporada 2021/22 a ser granate y blanca.

Para la temporada 24/25 se puso la camiseta azul, dorada y verde. Con la peculiaridad, de que la verde tiene en el medio un logo de un gladiador, siendo así por apodo que se le asigna al club.

Los colores del club son el azul y el blanco.

Desde la temporada 2016/2017 el club fue vestido por la marca de ropa de la Ciudad Autónoma de Melilla, Geepard. Ya desde la temporada 2020/2021, el club pasó a vestirse por la marca deportiva de Rasán.

| 2016-2020 | 2021-2022 |

## Trayectoria deportiva
Palmarés:
Nota: en negrita competiciones vigentes en la actualidad.
| Competición nacional      | Títulos | Subcampeonatos |
| ------------------------- | ------- | -------------- |
| Superliga (0/1)           |         | 2022.          |
| Copa del Rey (1/0)        | 2022.   |                |
| Supercopa de España (1/0) | 2022.   |                |
| Copa Príncipe (0/1)       |         | 2015.          |
| Primera División (0/1)    |         | 2013/2014.     |

Competiciones disputadas:
- Superliga (7): 2015/2016, 2016/2017, 2017/2018, 2018/2019, 2019/2020, 2020/2021 y 2021/22.
- Copa del Rey (4): 2016, 2019, 2021 y 2022.
- Superliga 2 (1): 2014/2015
- Copa del Príncipe (1): 2015